# Yohei Nishibe
Yohei Nishibe (Hyogo, 1 december 1980) is een Japans voetballer.

## Carrière
Yohei Nishibe speelde tussen 1999 en 2011 voor Urawa Red Diamonds, Kashima Antlers, Shimizu S-Pulse en Shonan Bellmare. Hij tekende in 2012 bij Kawasaki Frontale.